# Thunderbolt! (1947)
Thunderbolt Is een Amerikaanse oorlogsdocumentaire uit 1947, geregisseerd door filmregisseur William Wyler en Westernregisseur John Sturges.
De film gaat over de P-47 Thunderbolt, deze wordt geïntroduceerd door James Stewart en Lloyd Bridges. De film bevindt zich in het publiek domein.